# Win Maung
Win Maung (Ayeyarwady, 17 de abril de 1916-Rangún, 4 de julio de 1989) fue un político birmano que fue el tercer Presidente de Birmania.

## Trayectoria
Win Maung era de etnia karen y nació el 17 de abril de 1916 en el delta del Irrawaddy, hijo de Daw Tharya y U Shwe Yin. Se graduó con un B.A. del Judson College de la Universidad de Rangún en 1937.
Entre 1947 y 1956 fue Ministro de Minería y Trabajo, Ministro  de Transportes y Telecomunicaciones y Ministro de Agua, Aire y Navegación Costera.
Fue seleccionado por el Primer Ministro U Nu para la presidencia en marzo de 1957. Sirvió durante cinco años hasta el 2 de marzo de 1962, cuando el golpe de Estado militar del general Ne Win derrocó al gobierno de Nu. Estuvo encarcelado entre 1962 y 1967.